# Хинтада
Хинтада (бирм. ဟင်္သာတမြို့) — город на юго-западе Мьянмы, на территории административного округа Иравади. Административный центр одноимённого района.

## Географическое положение
Город находится в северо-восточной части провинции, на правом берегу реки Иравади, на расстоянии приблизительно 237 километров к юго-юго-западу (SSW) от столицы страны Нейпьидо. Абсолютная высота — 7 метров над уровнем моря. К югу от Хинтады находится центр паломничества Залун.

## Население
По данным официальной переписи 1983 года, население составляло 82 005 человек.
Динамика численности населения города по годам:
| 1983   | 1993    | 2013    |
| ------ | ------- | ------- |
| 82 005 | 104 660 | 161 653 |

## Экономика и транспорт
Основными продуктами городского экспорта являются рис и табак.
Сообщение Хинтады с другими городами осуществляется посредством железнодорожного, автомобильного и речного транспорта.
В окрестностях города расположен небольшой одноимённый аэропорт (IATA: HEB).